# Picantina

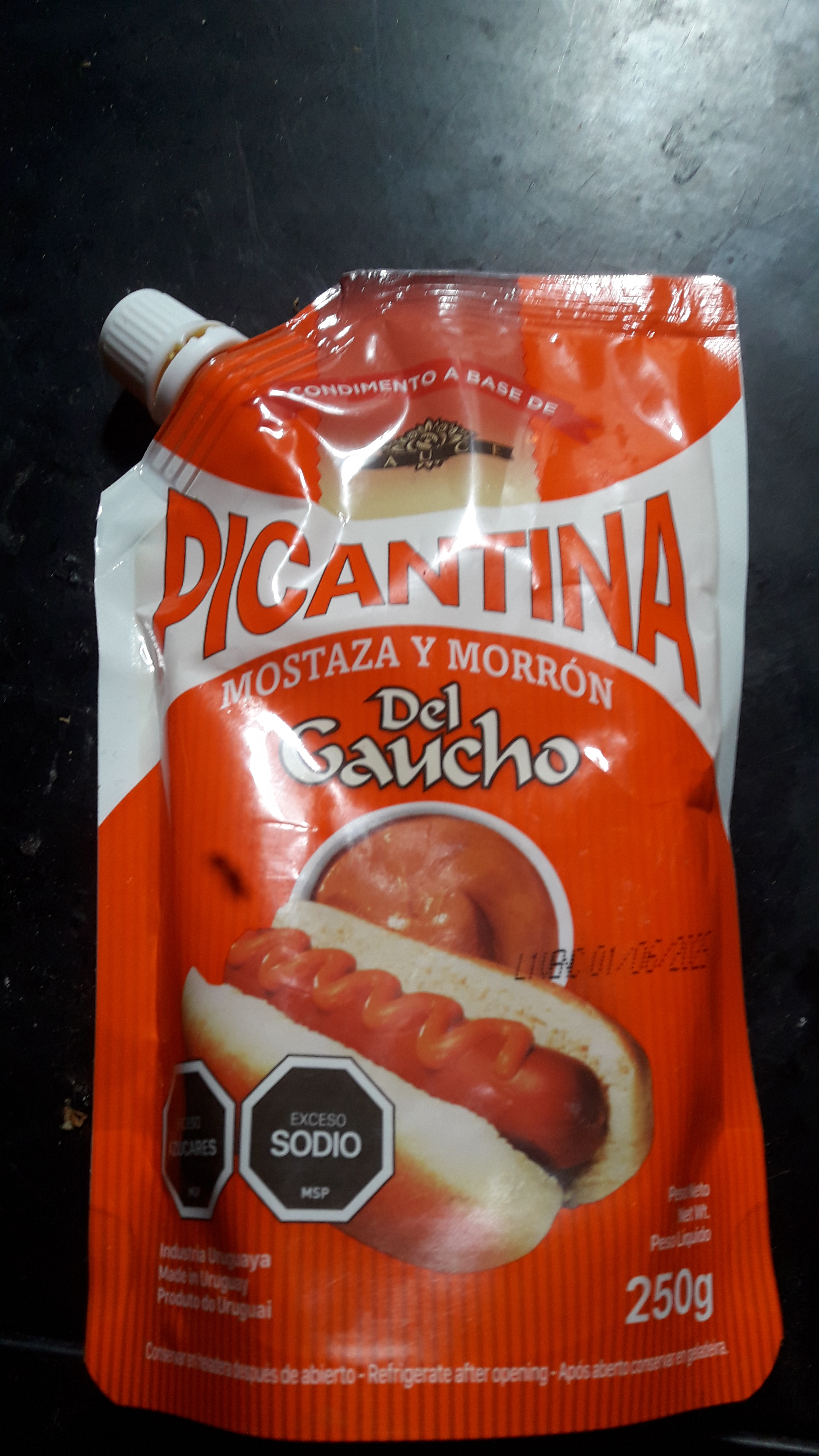
Sachet de picantina Del Gaucho

La picantina es una salsa picante fría, que ha sido industrializada, típica de la gastronomía de Uruguay, elaborada a base de mostaza, ají catalán, morrón, zanahoria, cebolla, ajo, vinagre y cúrcuma. Suele utilizarse para saborizar panchos, húngaras, choripán, chivitos y hamburguesas, especialmente de la comida callejera, dónde se encuentra siempre presente como opción en los carritos de hamburguesas. Esta salsa fue muy popular en la década de los 80's y 90's, donde solía ofrecerse en restaurantes, pero paulatinamente fue cayendo en una suerte de olvido, hasta hoy en día donde solo se la encuentra en los carritos y en algunos supermercados. Sin embargo, al estar asociada a los carritos de comida callejera, está un poco lejos de ser olvidada ya que logró ocupar este nicho.  Su nombre proviene de la palabra picante, debido a que la mostaza y el ají catalán le dan un sabor moderadamente picante. Si bien podría considerarse una mostaza, su composición es bastante peculiar.